# Manuela Ruggiero
Manuela Ruggiero (Napoli, 16 giugno 1975) è un'attrice e regista italiana.

## Biografia
Diplomata alla Scuola d'Arte Drammatica Paolo Grassi (Milano).
Esordisce in Italia come attrice nel 2000 quando entra nel cast della soap opera di Rai 3, Un posto al sole e vi rimane fino al 2003 (come guest star) nel ruolo di Valentina Noti.
Successivamente è protagonista di numerosi spot pubblicitari,  è testimonial per la "Birra Peroni" in Colombia, fa un breve ritorno ad Un posto al sole, partecipa alla sit-com Casa Vianello e, nel 2007, entra nel cast di CentoVetrine.
Dal 2000 al 2008 insegna recitazione e Theatre Physical Contact Improvisation in diverse scuole in Italia e si dedica alla regia teatrale. 
Nel 2007 scrive e dirige in Italia il recital AddioBillieBlues, dedicato alla cantante Billie Holiday.
Nel 2008 è Direttrice Artistica di "Uranusmoon"
Attualmente vive a Londra dove lavora come regista di teatro, attrice e docente di Drama e Physical Theatre.